# Rápolt (település)
Rápolt község Szabolcs-Szatmár-Bereg vármegyében, a Mátészalkai járásban. 321 hektáros kiterjedésével a vármegye harmadik legkisebb közigazgatási területű települése.

## Fekvése
A Szatmári-síkság délkeleti csücskében, a Szamos folyó partján épült, mintegy 172 lakosú pici település a megyeszékhely Nyíregyházától 78, a környező települések közül Győrtelektől 9, Ököritófülpöstól pedig 4 kilométer távolságra található.
Központja vonatkozásában zsáktelepülésnek tekinthető, mivel csak egy útvonalon érhető el, Ököritófülpös keleti része felől, a 49-es főútból kiágazó  41 124-es számú mellékúton.

## Története
A település neve 1366-ban egy idevaló királyi ember nevében tűnik fel először az oklevelekben, Rapolt alakban.
A Rápoltiak kisnemesi falva volt. Kialakulása említésénél jóval korábban történhetett.
1430-ban Domahidy György és László elfoglalta, de Zsigmond király visszaadta Rápolti Andrásnak. Ettől kezdve a Rápolti Nagy családé volt.
A 18. században egy része a Kormos, Kanizsai, Erdélyi, Szabó, Kászonyi stb. családoké lett.
A falu sok megpróbáltatáson ment keresztül, különösen a Szamos árvizeitől szenvedett sokat.
Rápolt határába olvadt Szúnyogszeg, melyet a korabeli iratok Zwnywgzegh alakban említenek.
A telekhely 1430-ban tűnik fel mint Rápolt szomszédja, az Egry család pusztája volt. A név szeg eleme arra utal, hogy a föld egy folyó (a Szamos) kanyarja mellett feküdt; az előtag pedig a sok szúnyogra.

## Közélete

### Polgármesterei
- 1990–1994: Petri István (független)[4]
- 1994–1998: Petri István (független)[5]
- 1998–2002: Petri István (független)[6]
- 2002–2006: Petri István (független)[7]
- 2006–2010: Petri István (független)[8]
- 2010–2014: Petri István Kálmán (független)[9]
- 2014–2019: Petri István Kálmán (független)[10]
- 2019–2024: Petri István Kálmán (független)[11]
- 2024– : Petri István Kálmán (független)[1]

## Népesség
A település népességének változása:
| Lakosok száma | 139  | 137  | 136  | 126  | 153  | 145  | 145  |
|               | 2013 | 2014 | 2015 | 2021 | 2022 | 2023 | 2024 |

2001-ben a település lakosságának 97,5%-a magyar, 2,5%-a cigány nemzetiségűnek vallotta magát.
A 2011-es népszámlálás során a lakosok 98,7%-a magyarnak, 21,3% cigánynak, 3,9% németnek, 1,9% románnak mondta magát (a kettős identitások miatt a végösszeg nagyobb lehet 100%-nál). A vallási megoszlás a következő volt: római katolikus 5,8%, református 81,9%, görögkatolikus 3,2%, felekezeten kívüli 0,3% (8,4% nem válaszolt).
2022-ben a lakosság 82,4%-a vallotta magát magyarnak, 22,2% cigánynak, 0,7% románnak, 0,7% horvátnak, 0,7% egyéb, nem hazai nemzetiségűnek (17,6% nem nyilatkozott; a kettős identitások miatt a végösszeg nagyobb lehet 100%-nál). Vallásuk szerint 5,2% volt római katolikus, 68,6% református, 2% görög katolikus, 0,7% felekezeten kívüli (23,5% nem válaszolt).

## Nevezetességei
Református temploma 1803 és 1824 között épült fel klasszicista, késő barokk stílusban.

## Külső hivatkozások
- Azt hittem, ez lóország Az Origo.hu cikke a Kismagyarország sorozatban (2013. augusztus 22.)
- Rápolt az Utazom.com honlapon